# وائل فهيم
وائل فهيم لاعب كرة يد مصري ، ويلعب حاليًا لنادي الزمالك ومنتخب مصر.

وقد تعاقد نادي الزمالك معه في أغسطس 2014 لمدة موسمين، وقد لعب للفريق قبل ذلك قبل أن يخوض تجربة احتراف ليعود للفريق مرة أخرى.

## وصلات خارجية
- وائل فهيم على موقع أوليمبيديا (الإنجليزية)